# Jay Clark Buckey

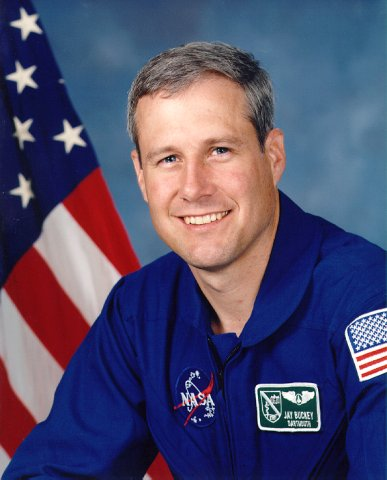
Jay C. Buckey

Jay Clark Buckey dr. (New York, 1956. június 6. –) amerikai adjunktus biomérnök, űrhajós.

## Életpálya
1977-ben a Cornell Egyetemen villamosmérnöki oklevelet szerzett. 1981-ben a  Cornell University Medical College keretében orvosi diplomát kapott.
1991. december 6-tól a Lyndon B. Johnson Űrközpontban részesült űrhajóskiképzésben. Spacelab specialista. Kiképzett űrhajósként tagja volt az STS–58 támogató (tanácsadó, problémamegoldó) csapatának. Egy űrszolgálata alatt összesen 15 napot, 21 órát és 50 percet (382 óra) töltött a világűrben. Űrhajós pályafutását 1998. május 3-án fejezte be. 2008-ban bejelentette, hogy a demokraták képviseletében indul az USA szenátusi székéért (sikertelenül).

## Űrrepülések
STS–90, a Columbia űrrepülőgép 25. repülésének küldetésfelelőse. A Spacelab mikrogravitációs laboratóriumban hat űrügynökség és hét amerikai kutató intézet által összeállított kutatási, kísérleti és anyagelőállítási küldetését végezték. Kilenc ország 31 programját teljesítették. A legénység 12 órás váltásokban végezte feladatát. Egy űrszolgálata alatt összesen 15 napot, 21 órát és 50 percet (382 óra) töltött a világűrben. 10 000 000 kilométert (6 200 000 mérföldet) repült, 256 alkalommal kerülte meg a Földet.

### Tartalék személyzet
STS–58, a Columbia űrrepülőgép 15. repülésének küldetésfelelőse.